# 墨西哥火口魚
墨西哥火口魚，為輻鰭魚綱鱸形目隆頭魚亞目慈鯛科的其中一種，分布於中美洲墨西哥及瓜地馬拉的Usumacinta河流域，體長可達17公分，棲息在湖泊及溪流，生活習性不明。

## 擴展閱讀
維基物種上的相關：墨西哥火口魚